# Wolfgang Herbst (Museologe)
Wolfgang Herbst (* 21. Januar 1928 in Halberstadt; † 1. Juli 1995 in Berlin) war ein deutscher Historiker und Museologe.

## Leben
Wolfgang Herbst besuchte bis 1944 die Oberschule und war anschließend bis 1945 Marinehelfer. Im April 1946 trat er in die SED ein und begann im selben Jahr ein Studium der Geschichte, Philosophie, Kunstgeschichte und Musikgeschichte an der Universität Halle. 1949 schloss er das Studium ab und wurde Dozent für Geschichte an der Arbeiter-und-Bauern-Fakultät der Universität Halle und zugleich wissenschaftlicher Assistent von Leo Stern.
Seit 1952 war Herbst am Museum für Deutsche Geschichte in Berlin tätig. Zunächst war er wissenschaftlicher Mitarbeiter, 1956 wurde er Leiter der Abteilung 1871–1945 und wurde 1961 stellvertretender Direktor. 1968 wurde er zum Direktor berufen und war schließlich von 1985 bis 1990 Generaldirektor des Museums. Das bedeutendste Projekt während seines Direktorats war die Ausstellung „Martin Luther und seine Zeit“ von 1983 aus Anlass des 500. Geburtstages des Reformators; sie stellt einen wichtigen Entwicklungsschritt in der Geschichtspolitik der DDR dar. Herbst promovierte 1971 mit einer Arbeit zum Thema Die Aufgaben der Geschichtsmuseen der DDR in der entwickelten sozialistischen Gesellschaft – ein Beitrag zur ideologischen Wirksamkeit der sozialistischen Geschichtsmuseen am Institut für Gesellschaftswissenschaften beim ZK der SED. Die Dissertation wurde als „Vertrauliche Dienstsache“ behandelt und nicht veröffentlicht. Im Jahr darauf wurde er Honorarprofessor für Deutsche Geschichte an der Humboldt-Universität zu Berlin. 1990 wurde er in den Vorruhestand versetzt.
Zwischen 1967 und 1985 war Herbst Redaktionsmitglied der Zeitschrift Neue Museumskunde und ebenfalls seit 1967 Mitglied des Komitees für archäologische und historische Museen des Internationalen Museumsrates (ICOM). Von 1981 bis 1985 war er Vorsitzender des ICOM, von 1980 bis 1989 Präsident des Nationalen Museumsrates der DDR und Vorsitzender des Rates für Museumswesen beim Ministerium für das Hoch- und Fachschulwesen der DDR. Herbst war zudem Mitglied im Präsidium der Historiker-Gesellschaft der DDR. 1968 wurde er mit dem Nationalpreis der DDR, III. Klasse, ausgezeichnet, 1970 mit der W. I. Lenin-Gedenkmedaille des Obersten Sowjets der UdSSR, 1975 mit dem Vaterländischen Verdienstorden in Silber sowie 1982 und 1985 mit dem Banner der Arbeit.

## Schriften (Auswahl)
- mit Ingo Materna und Heinz Tropitz: Die Novemberrevolution in Deutschland (Dokumente und Materialien), Volk und Wissen, Berlin 1958 (= Quellen zur Geschichte).
- mit Kurt Wernicke: Das Museum für deutsche Geschichte, Berlin-Information, Berlin 1969 (= Berliner Sehenswürdigkeiten) (2. Auflage 1982, 3., überarbeitete Auflage 1988).
- Hrsg. mit K. G. Levykin: Museologie. Theoretische Grundlagen und Methodik der Arbeit in Geschichtsmuseen. [Erarbeitet von einer Arbeitsgruppe des Museums für Deutsche Geschichte, Berlin, und des Staatlichen Historischen Museums, Moskau], Deutscher Verlag der Wissenschaften, Berlin 1988, ISBN 3-326-00229-7.